# ウェアラブルコンピュータ

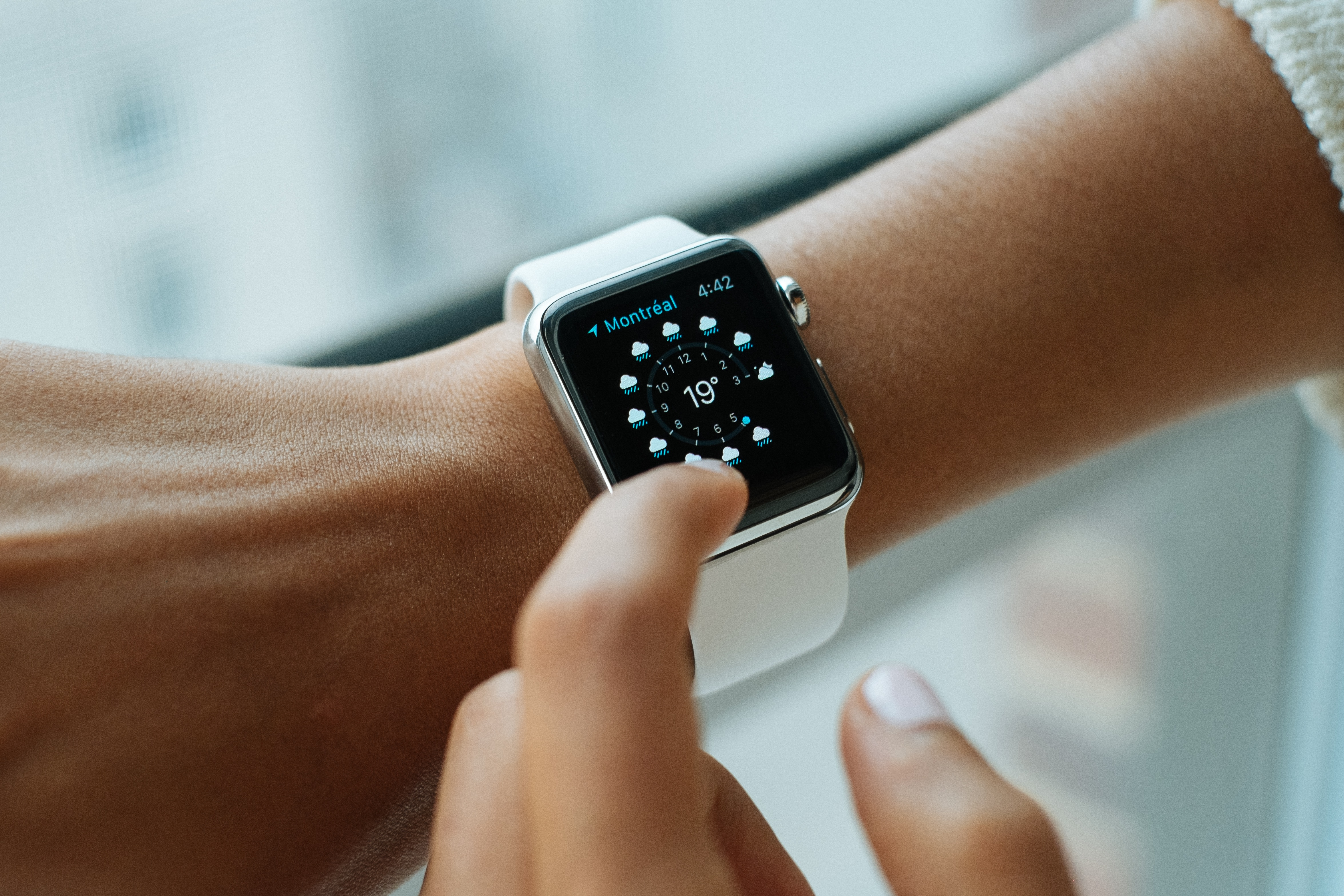
2015年に発売された「Apple Watch」。

ウェアラブルコンピュータ（英: wearable computer）とは、装着もしくは着用出来るコンピュータのこと。ラップトップやスマートフォンなど単に持ち運べるコンピュータとは異なり、主に衣服状や腕時計状で身につけたまま使えるものを指す。 ウェアラブルデバイス、ウェアラブル端末、ウェアラブル、ウェアラブル製品と呼ぶこともある。腕時計型、眼鏡型、指輪型、靴型、懐中型、ペンダント型など様々なタイプのものがある。
なお、ウェアラブルコンピューターは装着可能なデバイスを指す古い呼称であり、近年ではウェアラブルデバイスなどと称される。

## 概要

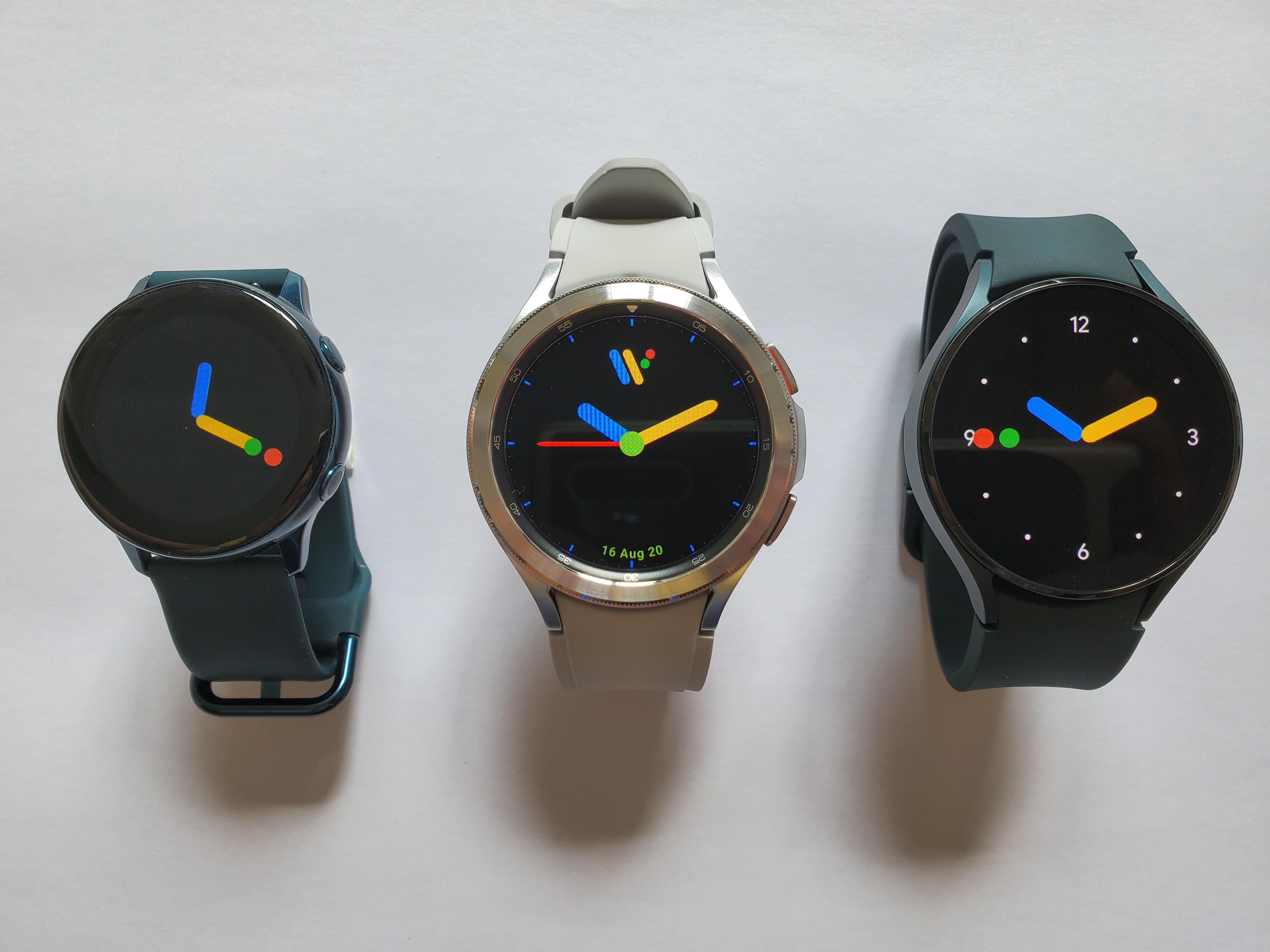
スマートウォッチ

装着可能であり、利用者の日常生活を制限せず、その端末のみでデータの処理・通信を行うことができる端末のことをウェアラブル製品と呼称する。ウェアラブル端末は、小さく軽いデバイスで構成され、腕時計のように普段身につけるガジェットを利用したものから、ヘッドマウントディスプレイ(HMD)のように、身につけて出歩くことも不可能ではないガジェット、あるいは、衣類にコンピュータを統合したものまで、幅広く研究されている。
ユビキタスコンピューティングにおいて、ウェアラブルコンピュータはエンドユーザーが直接接する端末として大きな意味をもつ。腕時計形のコンピュータや、PDA、小型コンピュータ、付随する通信装置やセンサ類（カメラやGPS受信装置など）が具体的には挙げられるが、これらに限らず様々な形状のものが研究、提案されている。しかし、HMDなどは屋外でそれを着用して歩くと異様な風貌になるなど実用化・普及への課題は少なくない。「眼球に直接埋め込まれ、脳に直結したディスプレイ」など侵襲型は制約が大きいため、スマートコンタクトレンズのような非侵襲型の開発が進んでいる。
2010年時点では、技術上の問題から、ウェアラブル技術の一般への普及は低調だった。しかし、近年の半導体技術の発展や、無線通信技術の普及、データの管理・解析技術の発展などにより、ウェアラブルデバイスの一般への普及率は増加した。ウェアラブルデバイスの出荷台数は2020年までに国内で約1160万台、世界で約3億2300万台に上ると推定される。

## 課題
ウェアラブルコンピュータの実現にはいくつかの課題がある。
着用に適したハードウェア
ヘッドマウントディスプレイの小型化や、入力機器、消費電力の少ないCPU、長時間動作可能な電源などの開発。さらに長時間身に着ける物であるため、それを前提とした設計が必要となる。主に低温やけどをしないように発熱問題を解決することや、肌に直接触れる部分は、汗で金属部品が腐食しない設計にする必要がある。
常にコンピュータを身につける意味がある応用技術
コンピュータを着用するだけでは、十分に小さなコンピュータを持ち歩くのと大差はない。常に身につけている特徴を生かした応用技術が必要である。大きくわけて3つの利用方法が提案されている。1つは利用者に対するリアルタイムの情報提供、2つ目は利用者の状態の記録、3つ目は外部のコンピュータとの連携である。
利用者に対するリアルタイムの情報提供の例としては、道案内、顔の画像認識による人についてのメモ、周辺情報などがある。
利用者の状態の記録の例としては、行動記録、健康管理など。
外部のコンピュータとの連携によって、ワークステーションの環境を目の前にいる利用者にあわせて切り替えたり、建物内のどこに誰がいるのかを監視するシステムなど。